# سباستین مزیرات
سباستین مزیرات (انگلیسی: Sébastien Mazeyrat؛ زادهٔ ۱۰ اکتبر ۱۹۷۸) بازیکن فوتبال اهل فرانسه است.
از باشگاه‌هایی که در آن بازی کرده‌است می‌توان به باشگاه فوتبال کلرمون فوت اشاره کرد.